# Robert de Joigny
Robert de Joigny, mort le 5 avril 1326, est un prélat français du  XIVe siècle. Il est le fils de Jean Ier, comte de Joigny et de Marie de Mercœur, et l'oncle de la comtesse Jeanne de Joigny, femme de Charles de Valois, comte d'Alençon.

## Biographie
Robert de Joigny est chanoine de Chartres et est élu évêque de Chartres en 1315.
En 1319, il a un grave démêlé avec les chanoines de Chartres à propos d'une sentence portée par son official. Le pape Jean XXII, en 1321, met enfin un terme à ces scandales.[Comment ?]